# Scott Vincent
Scott Nicholas Vincent, född 20 maj 1992 i Harare, är en zimbabwisk professionell golfspelare som spelar för Liv Golf. Han har tidigare spelat på Sunshine Tour, PGA European Tour, Japan Golf Tour och Asian Tour.
Vincent har vunnit en Asian-vinst och tre Japan-vinster. Han var även med och tävla för Zimbabwe vid de olympiska sommarspelen 2020.
Han studerade vid Virginia Tech och spelade golf för deras idrottsförening Virginia Tech Hokies.
Han är bror till Kieran Vincent.